# (8598) Tetrix
(8598) Tetrix ist ein im äußeren Hauptgürtel gelegener Asteroid, der am 29. September 1973 von dem niederländischen Astronomenehepaar Cornelis Johannes van Houten und Ingrid van Houten-Groeneveld entdeckt wurde. Die Entdeckung geschah im Rahmen der 2. Trojaner-Durchmusterung, bei der von Tom Gehrels mit dem 120-cm-Oschin-Schmidt-Teleskop des Palomar-Observatoriums aufgenommene Feldplatten an der Universität Leiden durchmustert wurden, 13 Jahre nach Beginn des Palomar-Leiden-Surveys. Eine unbestätigte Sichtung (1970 EB3) des Asteroiden hatte es schon am 3. Oktober 1970 am chilenischen Observatorio Cerro El Roble gegeben.
Der Asteroid gehört zur Themis-Familie, einer Gruppe von Asteroiden, die nach (24) Themis benannt wurde. Nach der SMASS-Klassifikation (Small Main-Belt Asteroid Spectroscopic Survey) wurde bei einer spektroskopischen Untersuchung von Gianluca Masi, Sergio Foglia und Richard P. Binzel bei (8598) Tetrix von einer dunklen Oberfläche ausgegangen, es könnte sich also, grob gesehen, um einen C-Asteroiden handeln.
Die Bahnneigung von (8598) Tetrix ist mit 0,55° gering, sie ist der Ebene der Erdbahn um die Sonne ähnlicher als die Bahn der anderen sieben Planeten. Die zeitlosen (nichtoskulierenden) Bahnelemente von (8598) Tetrix sind fast identisch mit denjenigen der beiden kleineren, wenn man von der absoluten Helligkeit von 16,9 und 16,4 gegenüber 13,6 ausgeht, Asteroiden (300164) 2006 VE140 und (348958) 2006 UO26.
(8598) Tetrix ist nach dem Birkhuhn benannt, dessen wissenschaftlicher Name Tetra tetrix beziehungsweise Lyrurus tetrix lautet. Zum Zeitpunkt der Benennung des Asteroiden am 2. Februar 1999 befand sich das Birkhuhn auf der niederländischen und der europäischen Roten Liste gefährdeter Arten. Die Anfangsbuchstaben der Asteroiden (8585) bis (8600) bilden die Redewendung Per aspera ad astra.